# Wii Sports
Wii Sports (яп. Wii ス ポ ー ツ?) - Відеогра, випущена компанією Nintendo для власної ігрової приставки Wii. 
Гра з'явилася у продажу разом з приставкою (19 листопада 2006 року в США, 2 грудня 2006 року в Японії, 7 грудня 2006 року в Австралії і 8 грудня 2006 року в Євросоюзі), крім того, за винятком Японії, вона вкладена прямо в коробку з Wii. Премія «Інноваційна гра» у рубриці гра покоління за версією журналу Ігроманія.
Є найбільш продаваною грою в світі (82.5 млн.копій).

## Геймплей
Wii Sports це збірка з п'яти спортивних симуляторів (теніс, бейсбол, боулінг, гольф і бокс), розроблених для демонстрації гравцям особливостей управління іграми за допомогою Wii Remote. Гравець в спрощеній формі повторює рухи реальних спортсменів. Наприклад в боксі, він прикривається обома руками і завдає ударів. Складність і правила ігор збалансовані так, щоб не відлякувати нових гравців.
Гра не відтворює в точності руху гравця, а лише відображає заздалегідь прописані анімації рухів, вибір яких ґрунтується на положенні (і русі) контролера в просторі. Одночасно обидва контролера використовуються лише в боксі. Решта спортивні ігри зі збірки Wii Sports вимагають наявності тільки Wii Remote.

У 2009 році вийшов сіквел гри, що отримав назву Wii Sports Resort.
| Агрегатор    | Оцінка |
| ------------ | ------ |
| GameRankings | 76.28% |
| Metacritic   | 76     |

## Нагороди
Гра Wii Sports стала рекордсменом за кількістю нагород, отриманих на церемонії врученні Премії BAFTA в області відеоігор 2007 року, отримавши в цілому 6 нагород.